# Diocesi di Port Victoria
La diocesi di Port Victoria o delle Seychelles (in latino: Dioecesis Portus Victoriae o Dioecesis Seychellarum) è una sede della Chiesa cattolica nelle Seychelles immediatamente soggetta alla Santa Sede. Nel 2021 contava 75.400 battezzati su 98.963 abitanti. È retta dal vescovo Alain Harel.

## Territorio
La diocesi comprende le isole Seychelles.
Sede vescovile è la città di Port Victoria, dove si trova la cattedrale dell'Immacolata Concezione.
Il territorio è suddiviso in 20 parrocchie.

## Storia
Alla fine del mese di febbraio del 1851 il primo missionario cattolico, il cappuccino Léon de Avanchers, sbarca a Victoria e vi resta per tre settimane, amministrando i primi battesimi.
La prefettura apostolica delle Seychelles fu eretta il 26 novembre 1852, ricavandone il territorio dalla diocesi di Port-Louis. I primi missionari cappuccini, Geremia e Théophile, arrivarono a settembre dell'anno successivo, cui seguì qualche tempo dopo Léon des Avanchers, prefetto apostolico. Padre Geremia benedisse la prima cappella nel 1857, sul luogo dove si trova l'attuale cattedrale. Le suore di San Giuseppe di Cluny arrivarono agli inizi del 1861 per occuparsi in particolare dell'insegnamento nelle scuole.
Il 31 agosto 1880 la prefettura apostolica fu elevata a vicariato apostolico, che il 21 luglio 1892 è stato a sua volta elevato a diocesi e ha assunto il nome attuale, in forza del breve Universi Dominici di papa Leone XIII. In questo stesso anno fu iniziata la ricostruzione della cattedrale, che già aveva subito rifacimenti nel 1863.

## Cronotassi dei vescovi
Si omettono i periodi di sede vacante non superiori ai 2 anni o non storicamente accertati.
- Léon (Michel Rey-Golliet) des Avanchers, O.F.M.Cap. † (1853 - 1855 dimesso)
- Jérémie de Paglietta, O.F.M.Cap. † (1855 - 1863 dimesso)[3]
- Jean-Pierre-Ignace Galfione, O.F.M.Cap. † (1863 - 19 dicembre 1881 deceduto)
- Charles-Jacques Mouard, O.F.M.Cap. † (8 agosto 1882 - 10 agosto 1888 nominato vescovo di Lahore)
- Edmond Alfred Dardel, O.F.M.Cap. † (23 agosto 1889 - 21 marzo 1890 deceduto)
- Marc Hudrisier, O.F.M.Cap. † (2 settembre 1890 - 6 gennaio 1910 deceduto)
- Bernard Thomas Edward Clark, O.F.M.Cap. † (18 giugno 1910 - 26 settembre 1915 deceduto)
- Georges-Jean-Damascène Lachavanne, O.F.M.Cap. † (13 aprile 1916 - 24 luglio 1920 deceduto)
- Louis Justin Gumy, O.F.M.Cap. † (10 marzo 1921 - 9 gennaio 1934 dimesso[4])
- Aloys Ernest Joye, O.F.M.Cap. † (9 gennaio 1934 succeduto - 4 giugno 1936 dimesso[5])
- Olivier Marcel Maradan, O.F.M.Cap. † (17 giugno 1937 - 6 ottobre 1972 dimesso)
  - Sede vacante (1972-1975)
- Félix Paul † (17 marzo 1975 - 30 maggio 1994 dimesso)
- Xavier-Marie Baronnet, S.I. † (3 marzo 1995 - 1º giugno 2002 ritirato)
- Denis Wiehe, C.S.Sp. (1º giugno 2002 succeduto - 10 settembre 2020 ritirato)
- Alain Harel, dal 10 settembre 2020

## Statistiche
La diocesi nel 2021 su una popolazione di 98.963 persone contava 75.400 battezzati, corrispondenti al 76,2% del totale.
| anno | popolazione | popolazione | popolazione | presbiteri | presbiteri | presbiteri | presbiteri                | diaconi | religiosi | religiosi | parrocchie |
| anno | battezzati  | totale      | %           | numero     | secolari   | regolari   | battezzati per presbitero | diaconi | uomini    | donne     | parrocchie |
| ---- | ----------- | ----------- | ----------- | ---------- | ---------- | ---------- | ------------------------- | ------- | --------- | --------- | ---------- |
| 1950 | 31.437      | 34.598      | 90,9        | 22         |            | 22         | 1.428                     |         | 17        | 57        | 14         |
| 1969 | 46.055      | 49.800      | 92,5        | 29         | 5          | 24         | 1.588                     |         | 40        | 64        | 17         |
| 1980 | 61.610      | 66.120      | 93,2        | 22         | 8          | 14         | 2.800                     |         | 25        | 60        | 17         |
| 1990 | 61.720      | 67.825      | 91,0        | 14         | 5          | 9          | 4.408                     |         | 18        | 58        | 17         |
| 1997 | 70.380      | 78.064      | 90,2        | 15         | 11         | 4          | 4.692                     |         | 8         | 59        | 17         |
| 1999 | 69.020      | 81.200      | 85,0        | 14         | 9          | 5          | 4.930                     | 1       | 5         | 58        | 17         |
| 2003 | 68.698      | 80.821      | 85,0        | 14         | 8          | 6          | 4.907                     | 1       | 7         | 54        | 17         |
| 2004 | 70.103      | 82.474      | 85,0        | 16         | 8          | 8          | 4.381                     | 1       | 9         | 53        | 17         |
| 2007 | 71.350      | 83.942      | 84,9        | 16         | 8          | 8          | 4.459                     |         | 10        | 45        | 17         |
| 2013 | 67.287      | 88.303      | 76,2        | 21         | 7          | 14         | 3.204                     | 1       | 21        | 55        | 17         |
| 2016 | 70.976      | 93.144      | 76,2        | 24         | 8          | 16         | 2.957                     | 1       | 26        | 55        | 20         |
| 2019 | 73.732      | 96.762      | 76,2        | 29         | 8          | 21         | 2.542                     | 1       | 28        | 53        | 20         |
| 2021 | 75.400      | 98.963      | 76,2        | 28         | 8          | 20         | 2.692                     | 1       | 29        | 48        | 20         |